# مطار آدم
مطار آدم (إياتا: AOM، إيكاو: OOAD) هو قاعدة جوية ومطار محلي يقع في ولاية آدم بمنطقة الداخلية في سلطنة عمان. يقع المطار على بعد 18 كيلومترًا (11 ميلًا) شمال غرب مدينة آدم.
ولا يشمل طول المدرج عتبات الإزاحة على كل طرف. كما يقع الـIzki VOR-DME على بعد 59 كيلومتراً شمالَ شرقِ المطار.